# Vexillifera telmathalassa
Vexillifera telmathalassa is een soort in de taxonomische indeling van de Amoebozoa. Deze micro-organismen hebben geen vaste vorm en hebben schijnvoetjes. Met deze schijnvoetjes kunnen ze voortbewegen en zich voeden. Het organisme komt uit het geslacht Vexillifera en behoort tot de familie Vexilliferidae. Vexillifera telmathalassa werd in 1956 ontdekt door Bovee.